# Adieu Falkenberg
Pour plus de détails, voir Fiche technique et Distribution.
Adieu Falkenberg (Farväl Falkenberg) est un film suédois réalisé en 2006 par Jesper Ganslandt et sorti en 2010.

## Fiche technique
- Titre : Adieu Falkenberg
- Titre original : Farväl Falkenberg
- Réalisation : Jesper Ganslandt
- Scénario : Jesper Ganslandt et Fredrik Wenzel
- Photographie : Fredrik Wenzel
- Son : Pierre Lorrain
- Montage : Jesper Ganslandt et Michal Leszczylowski
- Musique : Erik Enocksson
- Sociétés de production : Memfis Film - Film i Väst
- Pays de production :  Suède
- Durée : 91 minutes
- Date de sortie : France - 12 mai 2010

## Distribution
- John Axel Eriksson
- Holger Eriksson
- David Johnson
- Jesper Ganslandt

## Distinctions

### Récompense
- Prix FIPRESCI du IndieLisboa International Independent Film Festival 2007[1]

### Sélections
- Festival international du film de Bratislava 2006
- Mostra de Venise 2006
- Mostra de Venise 2007